# Crofton
Crofton es una localidad situada en el municipio metropolitano de Wakefield, en Yorkshire del Oeste, Inglaterra (Reino Unido). Tiene una población estimada, a mediados de 2019, de 5742 habitantes.
Está ubicada al oeste de la región de Yorkshire y Humber, cerca de la frontera con la región del Noroeste de Inglaterra, de los montes Peninos y de la ciudad de Leeds —la capital del condado y de la región—.